# Nikola Krstović
Nikola Krstović (szerbül: Никола Крстовић; Golubovci, 2000. április 5. –) montenegrói válogatott labdarúgó, az US Lecce játékosa.

## Pályafutása

### Klubcsapatokban
A Zeta saját nevelésű játékosaként 2014. április 23-án mutatkozott be az első csapatban az Iskra Danilovgrad ellen 1–1-re végződő bajnoki mérkőzésen, amikor a Filip Kukuličić cseréjeként pályára lépett 16 évesen és 18 naposan, ezzel a liga legfiatalabb debütálója lett. 2017. március 11-én megszerezte első góljait a Jedinstvo Bijelo Polje ellen. Góljaival ő lett a montenegrói első osztály történetének első olyan játékosa, aki a 2000-es években született és gólt szerzett. Első teljes szezonjában 19 bajnoki mérkőzésen lépett pályára és ezeken a találkozókon 7 gólt jegyzett.
2017. június 29-én mutatkozott be az Európa-liga selejtezőjében, amikor is a bosnyák Željezničar Sarajevo ellen pályára lépett, majd július 6-án a visszavágón gólt szerzett. Október 21-én megszerezte első mesterhármasát a Kom csapata ellen 4–2-re megnyert bajnoki találkozón. 2019. február 25-én szerződtette a szerb Crvena zvezda  2023-ig, de kölcsönben maradt a szezon végéig a Zeta csapatánál, ahol 33 mérkőzésen 17-szer volt eredményes és ezzel ő lett montenegrói bajnokság gólkirálya.
2019. augusztus 19-én mutatkozott be a Crvena zvezda csapatában a bajnokságban a Mladost Lučani klubja ellen Mirko Ivanić cseréjeként. 2020 februárjában kölcsönbe került a Grafičar csapatához a szezon végéig.
2021. szeptember 5-én a szlovák DAC négy évre szerződtette. Szeptember 12-én mutatkozott be a bajnokságban a Slovan Bratislava ellen. Október 1-jén megszerezte az első bajnoki gólját a Zlaté Moravce ellen 4–2-re megnyert találkozón. 2022. február 26-án megszerezte első mesterhármasát a klubban az MŠK Žilina ellen 3–1-re megnyert bajnoki mérkőzésen. A következő szezon első mérkőzésén az északír Cliftonville elleni UEFA Európa Konferencia Liga selejtező mérkőzésen gólt szerzett a 2–1-re megnyert mérkőzésen. A visszavágón duplázott. 2022. szeptember 14-én három gólt lőtt és kiosztott egy gólpasszt a Banik Kalinovo ellen 10–1-re megnyert találkozón. 2023. március 13-án a Banská Bystrica ellen a bajnoki felsőház első fordulójában mesterhármast szerzett. Másnap 2027. június 30-ig meghosszabbította a szerződését. A szezon végén bajnoki ezüstérmesként zártak, de ő maga a bajnokság gólkirálya lett. A szezon álomcsapatába is bekerült.
2023. augusztus 17-én az olasz US Lecce szerződtette. Augusztus 27-én góllal mutatkozott be a Fiorentina ellen 2Ţ-re végződő bajnoki találkozón. Szeptember első felében két bajnoki mérkőzésen kétszer volt eredményes, a Salernitana és az AC Monza ellen.

### A válogatottban
Többszörös montenegrói korosztályos válogatott labdarúgó. 2017 júniusában mutatkozott be a montenegrói U21-es között a Lobanovszkij-emléktornán. 2022. március 28-án mutatkozott be a felnőtt válogatottban Görögország ellen. 2023. március 24-én megszerezte első gólját Bulgária elleni 2024-es labdarúgó-Európa-bajnokság selejtező mérkőzésén, amelyet 1–0-ra nyertek meg. 2024. november 19-én mesterhármast szerzett Törökország ellen az UEFA Nemzetek Ligájában a 3–1-re megnyert mérkőzésen.

## Statisztika

### A válogatottban
2024. november 19-i állapot alapján lett frissítve.
| Montenegró | Montenegró      | Montenegró |
| Év         | Pályára lépések | Gólok      |
| ---------- | --------------- | ---------- |
| 2022       | 5               | 0          |
| 2023       | 9               | 2          |
| 2024       | 10              | 4          |
| 2025       | 0               | 0          |
| Összesen   | 24              | 6          |

## Sikerei, díjai

### Klubcsapatokkal
Crvena zvezda
- Szerb bajnok (2): 2019–20, 2020–21
- Szerb kupa (1): 2020–21

### Egyéni
- A Montenegrói első osztály gólkirálya: 2018–19
- A Szlovák első osztály gólkirálya: 2022–23[20]
- Fortuna liga – Hónap játékosa: 2022 május,[32] 2022 július,[33] 2022 október,[34] 2023 március[35]
- Fortuna liga – Hónap gólja: 2022 május,[32] 2022 július[36]
- A Szlovák első osztály álomcsapatának a tagja: 2022–23